# Yoriaki Matsudaira
Yoriaki Matsudaira (ook: Yori-Aki) (Japans: 松平 頼暁, Matsudaira Yoriaki) (Tokio, 27 maart 1931 – aldaar, 9 januari 2023) was een Japans componist en biofysicus. Hij is de oudste zoon van de componist en pianist  Yoritsune Matsudaira.

## Levensloop
Matsudaira studeerde vanaf 1953 aan de Universiteit van Tokio biologie. Daarnaast leerde hij autodidactisch compositie en piano. Aan de Universiteit van Tokio behaalde hij zijn Master of Science en voltooide zijn studie met het behalen van een doctor in Science. Als biofysicus doceerde hij aan de Rikkyo-Universiteit in Tokio en bleef in deze functie tot 1996 toen hij gepensioneerd werd. Sindsdien is hij professor emeritus en doceert eveneens eigentijdse muziek aan de Tokyo Junshin Womens College.
Als componist begon hij met begin van de jaren 1950 actief te worden. In 1953 won hij een 1e prijs tijdens een nationale compositiecompetitie in Japan. In 1958 kreeg hij de 1e prijs voor zijn werk Variations (Variaties), voor piano, viool en cello, dat tijdens de "World Music Days" van de International Society for Contemporary Music (ISCM) werd uitgevoerd. Sindsdien werd hij in het totaal 9 keer (1958, 1967, 1969, 1972, 1975, 1984, 1987, 1991 en 1993) uitgenodigd werken in te rijken voor de uitvoering gedurende dit festijn in verschillende steden. In 1979 won hij met zijn werk Oscillation, voor marimba en orkest de Otakaprijs en in 1990 veroverde hij een speciale prijs met zijn Les Collections voor piano en orkest tijdens het 3e internationale Kazimierz Serocki compositieconcours. Tijdens de 2e Internationale compositiewedstrijd voor harmonieorkesten in Harelbeke won hij een 3e prijs. Aanvankelijk componeerde hij seriële muziek, kwam later tot een nieuwe modaliteit en richtte zich vanaf de jaren 1970 uit op de van Allen Forte en John Rahn theoretisch opgerichte "Musical Set-theory" en de "Pitch-Interval-techniek".
In 1998 werd hij met de eremedaille met het paarse lint (紫綬褒章) en in 2004 met de Orde van de Rijzende Zon, IIIe Klasse met gouden ster en cravatte, onderscheiden. Van 1998 tot 2002 was hij voorzitter van de Japanse sectie van de International Society for Contemporary Music (ISCM). Matsudaira organiseerde en administreerde de "World Music Days" van de ISCM in 2001 in het Japanse Yokohama.
Matsudaira overleed op 91-jarige leeftijd aan een longontsteking.

## Composities

### Werken voor orkest
- 1959 La vie noire, le beton blanc, voor twee sprekers en kamerorkest
- 1961-1963 Configuration I, voor kamerorkest
- 1963 Configuration II, voor kamerorkest
- 1982 Kurtosis I, voor orkest
- 1988 Variegation, voor strijkensemble en klavecimbel
- 1989 Recollection, voor piano en kamerorkest
- 1991 Revolution, voor piano en orkest
- 1995 Helices, voor orkest
- 1996 Remembrance, voor piano en orkest
- 1999 Micell, voor kamerorkest
- 2004 Dialectics II, voor orkest
- 2005 Morphogenesis I, voor orkest

### Werken voor harmonieorkest en koperensembles
- 1973 Messages I, voor blazers en bandrecorder
- 1978 Messages II, voor groot koperensemble
- 2006 Expansion, voor harmonieorkest  (won de 3e prijs tijdens de Internationale Harmoniecompositiewedstrijd Harelbeke 2006)

### Missen en andere kerkmuziek
- 1985 Requiem saecularem I voor 9 instrumenten
- 1988 Requiem saecularem VI & VIII, voor hoorn, 2 trompetten, 2 trombones en slagwerk
- 2004 Requiem, voor gemengd koor, orkest en orgel

### Muziektheater
- 1973 Where now?, voor actrice, dansers en instrumentalisten
- 1974-1977 The Music, voor automobilist, gemengd koor, instrumentalisten en operateurs

### Vocale muziek

#### Werken voor koor
- 1986 Perpetual mobile, voor kinderkoor
- 1990 Symposium, voor gemengd koor
- 1991 5 Folklores, voor kinderkoor
- 1999 Le Ranz des Vaches, voor kinderkoor
- 1999 Maria della Glisch, voor kinderkoor
- 1999 Tori no Uta, voor kinderkoor
- 1999 Sakura, voor kinderkoor

#### Liederen
- 1968 Assemblage, voor 6 vrouwenstemmen
- 1972 Substitution, voor sopraan en piano
- 1974 Elegie for ARON, voor sopraan
- 1977 Monuments, voor sopraan, dwarsfluit, trombone, cello en elektronica
- 1979-1980 Albedo, voor sopraan, altviool en piano
- 1980 It's gonna be a hardcore!, voor sopraan en piano
- 1981 Genesis, voor sopraan, dwarsfluit, klarinet, cello en piano
- 1981 Archaeology, voor sopraan en slagwerk
- 1982 Bedside Moonlight, voor sopraan en piano
- 1983 Like as likes..., voor sopraan
- 1995 Cardgame, voor sopraan
- 1999 La Genealogie des Etoiles, voor sopraan, viool, cello, contrabas, slagwerk en piano
- 2005 Bee in the Cage, voor sopraan en mandolineorkest

### Kamermuziek
- 1958 Variations (Variaties), , voor piano, viool en cello
- 1958 Velocity Coefficient, voor dwarsfluit, keyboard, slagwerk en piano
- 1958 Syntaxis, voor drie kamerensembles
- 1960 Orbits, voor dwarsfluit, klarinet en piano
- 1962 Co-Action, voor cello en piano
- 1965-1966 Rhymes for Gazzelloni, voor dwarsfluit en slagwerk[3]
- 1966-1967 Distribution, voor 2 violen, altviool, cello en elektronica
- 1967 Alternation for combo, voor trompet, contrabas, slagwerk, piano en elektronica
- 1970 Why not?, voor spelers
- 1971 Gradation, voor viool, altviool en elektronica
- 1971 The Symphonie, voor 14 spelers, bandrecorder en elektronica
- 1974 Transient '74, voor gitaar en harmonium
- 1974-1975 Simulation, voor tuba
- 1976 Accumulatie, voor viool en elektronica
- 1976 Coherency for ARK, voor dwarsfluit, klarinet, slagwerk en elektrisch piano
- 1976 Shift, voor dwarsfluit, klarinet, 2 elektrische orgels en slagwerk
- 1978 Brilliancy, voor dwarsfluit en piano
- 1979 Epitaph for SESSHUH KAI, voor 7 instrumenten
- 1979 Gestaphony, voor saxofoon
- 1980 Zöllka, voor 2 fluiten
- 1981 Salve Regina, voor 2 keyboards en Vocoder
- 1984 Epitaph for Satoshi Ashikawa, voor piano en feedbacksystem
- 1984 Scroll, voor drie basklarinetten
- 1985 Marquitry, voor dwarsfluit, klarinet, harp, slagwerk en piano
- 1985 Crystal, voor glasharp en 2 slagwerkers
- 1986 Reunion, voor 2 violen
- 1987 Ornithology, voor Gamelanensemble
- 1987 Declaration, voor trombone en piano
- 1987 Palindrome, voor viool en piano
- 1987 Replacement, voor contrabas
- 1988 Interchanging, voor blokfluit
- 1989 Engraving I & II, voor dwarsfluit en piano
- 1989 And I love...., voor trompet en piano
- 1990 0, 1 & 2 for U, voor cello solo
- 1991 Domain, voor strijkkwartet
- 1992 Colorization, voor klarinet, gitaar, slagwerk en piano
- 1992 Response, voor hobo en contrabas
- 1993 Dialogue, voor viool en klavecimbel
- 1993 Coexistence, voor piano en gamelaninstrumenten
- 1995 Blessing##, voor fagot en piano
- 1996 Transliteration, voor altviool
- 1996 Interlude uit "Requiem", voor schuiftrompet en orgel
- 1997 Sparkling, voor dwarsfluit, 2 violen, piano en speelgoed-piano
- 1997 Kanon XXIX & VIII, voor gitaar, mandoline, klarinet, viool, altviool en cello
- 1997 Theme & Variations, voor gitaar, mandoline, klarinet, viool, altviool en cello
- 2001 Dialectics I, voor hobo en klavecimbel
- 2005 Polychronometry, voor klarinet
- 2007 Fanta-fasire, voor koperkwintet

### Werken voor toetseninstrumenten

#### Werken voor orgel
- 1985-1986 Trecento
- 1988 Waving
- 1997 The Prayer

#### Werken voor piano
- 1961 Instructie
- 1970 Allotoropy
- 1971-1973 Etudes
- 1978 Coding I
- 1979 Why not?
- 1980 Celebration
- 1982 Resonance
- 1982 Kurtosis II, voor 2 piano's
- 1984 Blending
- 1984 Annotation
- 1987 Lamentation
- 1988 Brightness
- 1988 Perspective A
- 1988 Perspective B
- 1989 Lexicon
- 1989 Toybox
- 1990 "GALA'"
- 1990 Modification
- 1990 Binary-Stars
- 1990 Multistrata
- 1991 Morphogenesis I
- 1992 Morphogenesis II
- 1992 Morphogenesis III
- 1992 Acrostics
- 1993 Michelangelo's Pup
- 1994 Morphogenesis IV
- 1994 to you from...
- 1997 List for Inoue Satoko
- 1997 Memorial for Kuniharu Akiyama
- 2000 24 Essays
- 2003 Akademische Festmusik

#### Werken voor klavecimbel
- 1983 Magnification

### Werken voor harp
- 1989 Heptahedra

### Werken voor gitaar
- 1979 Spectra, voor 3 versterkte gitaren
- 1986 Undulation, voor gitaar
- 1999 Grating

### Werken voor accordeon
- 1990 Metathesis

### Werken voor slagwerk
- 1981 Extension, voor slagwerkensemble
- 1981 Fluctuation, voor marimba en marimba Maya (of bandrecorder)
- 1996 WooDruM.et al., voor slagwerk

### Werken voor traditionele Japanse instrumenten
- 1980 Epitaph for YOSHIRO IRINO, voor dwarsfluit, shakuhachi, shō, 2 koto's, slagwerk, piano en elektronica
- 1980 to the Victims of Cain, voor shamisen en bandrecorder
- 1984-1986 Duologue, voor shamisen en koto
- 1987 Reciprocation, voor shakuhachi, shamisen en koto
- 1991 Fresco, voor Gagakuensemble
- 1994 Convolution, voor piano en 3 Hichirikis

### Elektronische muziek
- 1963-1964 Transient '64, voor bandrecorder
- 1967-1971 What's next?, voor sopraan, geluiden, elektronica en bandrecorder
- 1968 Assemblages, voor bandrecorder
- 1970 Wand Waves, voor bandrecorder
- 1979 Erixatone, voor elektrisch piano en bandrecorder
- 1984 Constellation, voor elektronica
- 1986 The Conduct, voor dirigent, toneelbelichter en bandrecorder
- 1991 Semiology for John Dowland, voor sopraan en bandrecorder
- 1991 Mac Voices, voor sopraan, elektronica en bandrecorder
- 1997 Cores, voor piano en computer

## Publicaties
- On the Interaction Between the Chromosomes Carrying the Detrimental Genes or Gene Blocks in Viability, in: Journal of Radiation Research, v4 n2-4 (1963): pp. 111–119
- samen met: Atsushi Fukui, Kotaro Hieda: Light-flash analysis of the photoenzymic repair process in yeast cells, in: Mutation Research/Fundamental and Molecular Mechanisms of Mutagenesis, v51 n3 (197809): pp. 435–439
- samen met: Terutoshi Yamasaki, Takashi Ito: Studies on the Genetic Multiplicity of a Gene in Yeast Cells II. Effects of Ultraviolet Light, in: Journal of Radiation Research, v4 n2-4 (1963): pp. 85–90
- samen met: Takashi Ito: The Bearing of Fractional-Body Mutations on the Mutational Load, in: The Japanese journal of genetics, v42 n4 (1967): pp. 221–226
- samen met: Atsushi Fukui, Kotaro Hieda: Light-flash analysis of the photoenzymic repair process in yeast cells III. The photoenzymic repair of respiratory-sufficient and respiratory-deficient cells cultured aerobically and anaerobically, in: Mutation Research/Fundamental and Molecular Mechanisms of Mutagenesis, v93 n2 (198204): pp. 389–399
- samen met: Terutoshi Yamasaki: On the relationship between the frequency of two types of lethal-mutation and X-ray doses in drosophila, in: Mutation Research/Fundamental and Molecular Mechanisms of Mutagenesis, v27 n3 (197503): pp. 341–346
- samen met: Terutoshi Yamasaki, Takashi Ito: The Whole- and Fractional-Colony Mutation induced by Soft X-Rays in Yeast, in: The Japanese journal of genetics, v39 n2-3 (1964): pp. 147–150
- samen met: Takashi Ito, Terutoshi Yamasaki, Shozo Ishizaka, Masaharu Domon: On the relationship between the frequency of two types of mutation and soft X-ray doses in drosophila, in: Mutation Research/Fundamental and Molecular Mechanisms of Mutagenesis, v4 n4 (196707): pp. 469–472